# Zabavlje
Zabavlje – wieś w Słowenii, w gminie miejskiej Koper. 1 stycznia 2018 liczyła 28 mieszkańców.